# Zavārīān
Zavārīān (persiska: زَواريّان, زَواريان, زواريان) är en ort i Iran.   Den ligger i provinsen Qom, i den centrala delen av landet, 170 km sydväst om huvudstaden Teheran. Zavārīān ligger 1 562 meter över havet och antalet invånare är 156.
Terrängen runt Zavārīān är huvudsakligen kuperad, men åt nordost är den platt. Terrängen runt Zavārīān sluttar österut. Runt Zavārīān är det ganska tätbefolkat, med 100 invånare per kvadratkilometer. Närmaste större samhälle är Dastjerd, 18,1 km nordväst om Zavārīān. Trakten runt Zavārīān består i huvudsak av gräsmarker.